# Anania cuspidata
Anania cuspidata is een vlinder van de familie van de grasmotten (Crambidae). De wetenschappelijke naam van deze soort is voor het eerst voorgesteld als Proteurrhypara cuspidata door Dan-Dan Zhang, Hou-Hun Li en Shu-Xia Wang. in een publicatie uit 2002.
De soort komt voor in China (Gansu).